# 1277 Долорес
1277 Долорес  (1277 Dolores) — астероїд головного поясу, відкритий 18 квітня 1933 року.
Тіссеранів параметр щодо Юпітера — 3,317.